# 데이비드 혼즈비
데이비드 혼즈비(영어: David Hornsby 1975년 12월 1일 ~ )는 미국의 배우, 각본가이다. 《진주만》, 《마이너리티 리포트》 등의 영화에 출연했다. 같은 배우 에밀리 데이셔넬과 2010년 결혼하였다.